# عزرا ك. غروس
عزرا ك. غروس (بالإنجليزية: Ezra C. Gross)‏ هو ضابط وقاضي ومحامي وسياسي أمريكي، ولد في 11 يوليو 1787 في هارتفورد في الولايات المتحدة، وتوفي في 9 أبريل 1829 في ألباني في الولايات المتحدة. انتخب عضو جمعية ولاية نيويورك وانتخب عضو مجلس النواب الأمريكي.